# Vallo di Nera
Vallo di Nera és un comune (municipi) de la província de Perusa de la regió italiana d'Úmbria, situat uns 60 km al sud-est de Perusa.
L'1 de gener de 2018 tenia 360 habitants.